# Adolfo Martínez Palomo
Adolfo Martínez Palomo (Ciudad de México, 15 de marzo de 1941) es un médico, científico y académico mexicano, conocido por sus investigaciones acerca del virus herpes zóster y de la esclerosis múltiple.

## Familia y estudios
Hijo del doctor Manuel Martínez Baez, obtuvo el título de médico cirujano en 1964 en la Facultad de Medicina de la Universidad Nacional Autónoma de México (UNAM). Realizó una maestría en Ciencias en la Universidad de Queen en Kingston, Canadá, en 1965. De regreso en México, realizó un doctorado en Ciencias Médicas en la Facultad de Medicina de la UNAM en 1971.

## Investigador
En Villejuif, Francia, fue investigador asociado en el Instituto de Investigaciones Científicas sobre el Cáncer de 1965 a 1967, y en México fue investigador del Instituto Nacional de Cardiología de 1968 a 1972. Ha sido becario de la UNAM y de la Fundación Guggenheim (John Simon Guggenheim Memorial Foundation).
En México fue director del Programa Mexicano para el Estudio de Enfermedades Parasitarias de la Fundación Rockefeller, de la Fundación MacArthur y de la Organización Mundial de la Salud (OMS). Fue presidente de la Academia de la Investigación Científica (hoy Academia Mexicana de Ciencias) y presidente de la Academia Nacional de Medicina. Ha sido miembro de Juntas de Gobierno de la UNAM, de El Colegio de México, de cuatro institutos nacionales de salud y de comités científicos del Consejo Nacional de Ciencia y Tecnología (Conacyt). En la Secretaría de Salud fue nombrado director general de Políticas de Investigación en Salud y en el Consejo Consultivo de Ciencias de la Presidencia de la República actuó como coordinador general.

## Participación internacional
En el extranjero ha participado en organizaciones internacionales destinadas a impulsar la investigación en salud: la Comisión de Investigación en Salud para el Desarrollo de la Universidad de Harvard, el Foro Global para la Investigación en Salud (Ginebra), y los comités asesores de investigación en salud de la Organización Mundial de la Salud (Ginebra) y de la Organización Panamericana de la Salud (Washington D.C). También ha sido miembro de comités científicos de la Fundación Rockefeller, del Instituto Internacional de Vacunas (Seúl) y del Centro de Prevención y Control de Enfermedades (CDCP, Atlanta), así como presidente del Comité
Internacional de Bioética de la Unesco (París).

## Premios y distinciones
- Premio Internacional de Investigación Científica, por la Sociedad Karger, Basilea, Suiza en 1967.
- Premio del Fondo para Estimular la Investigación Médica en México de 1971.
- Premio de Investigación de Ciencias Naturales de la Academia Mexicana de Ciencias en 1976.[3]
- Premio Dr. Salvador Aceves de la Academia Nacional de Medicina en 1982.
- Premio Dr. Eduardo Liceaga de la Academia Nacional de Medicina en 1983.
- Premio Nacional de Ciencias Físico-Matemáticas y Naturales por el gobierno federal de México en 1986.[4]
- Premio Internacional de Biología, por la Academia de Ciencias del Tercer Mundo (TWAS), Italia en 1987.
- Premio Dr. Miguel Otero, por la Secretaría de Salud de México en 1989.
- Premio Luis Elizondo, por el Instituto Tecnológico de Estudios Superiores de Monterrey (ITESM) en 1995.
- Condecoración Eduardo Liceaga, por la Presidencia de la República de México en 1999.
- Premio Dr. Jorge Rosenkranz, por el Grupo Roche Syntex en 2003.[5]

Es miembro de El Colegio Nacional, investigador emérito del Sistema Nacional de Investigadores y profesor emérito del Centro de Investigación y de Estudios Avanzados (Cinvestav) del Instituto Politécnico Nacional (IPN), institución de la que fue director general (1995-2002), fundador y jefe del departamento de Patología Experimental, en el que ha sido tutor de doce maestros y de doce doctores en ciencias. En la actualidad estudia el papel del virus herpes zóster en la génesis de la esclerosis múltiple en humanos. Ha sido invitado como conferencista a treinta países.

## Publicaciones
Ha publicado dos centenares de artículos científicos en su especialidad, la biología celular, sobre las uniones celulares, el cáncer y varias enfermedades parasitarias. En la literatura internacional sus artículos han recibido más de cinco mil citas. Entre algunas de sus publicaciones se encuentran:
- Vascularización de la suprarrenal, la hipófisis y el cuerpo carotídeo en el hombre en 1964.
- The fine structure of the heart muscle cells with special reference to specific granules en 1966.
- Formation of secretary granules in pancreatic islet B cells of cortisone-trated rabbits en 1968.
- Fisiología general del corazón en 1970.
- Ultrastructural modifications of intercellular junctions in some epithelial tumors en 1970.
- Patología celular de la aterosclerosis. Importancia de las alteraciones del endotelio arterial como barrera de permeabilidad en Los perfiles de la Bioquímica en México en 1974.
- Un modelo in vitro para el estudio cuantitativo de la virulencia de E. histoytica, coautor en 1978.
- Amoebiasis en 1986.
- Amibiasis en Enfermedades tropicales en México en 1994.
- Biología celular. Obra seleccionada, en 1994.
- La Patología experimental en el Cinvestav. La Patología en México, en 1999.
- Hacia una declaración de normas universales de Bioética, en 2005.
- Cárdenas, la ciencia y el exilio español en México, en 2006.
- Ultrastructure of cyst differentiation in parasitic protozoa, en 2007.